# Kościół św. Anny w Przechlewie
Kościół świętej Anny – rzymskokatolicki kościół parafialny należący do parafii pod tym samym wezwaniem (dekanat Borzyszkowy diecezji pelplińskiej.
Jest to świątynia wzniesiona w 1720 roku. Rozbudowana została w latach 1898–1901 o poprzeczną murowaną nawę i prezbiterium.
Budowla jest szachulcowa, jednonawowa, posiada konstrukcję słupowo-ramową. Wybudowana została na planie krzyża łacińskiego. Murowanymi częściami kościoła wzniesionymi w stylu neogotyckim: są transept z zamkniętymi prostokątnie ramionami i kalenicą wyższą w stosunku do nawy oraz prezbiterium, zamknięte trójbocznie z boczną zakrystią i absydą. Wieża drewniana została nadbudowana nad nawą i jest poprzedzona kruchtą. Zwieńcza ją barokowy dach hełmowy. Dzwon w stylu renesansowym został odlany w 1545 roku. Dachy są pokryte blachą. Wnętrze jest otynkowane. Nakrywa je płaski strop z wydatną fasetą, podparty czterema słupami. Polichromia figuralna umieszczona na stropie powstała w 1 połowie XVIII wieku. Ornament o motywie roślinnym. Prospekt organowy w stylu barokowym znajduje się na emporze umieszczonej z boku nawy w transepcie z późnobarokowym prospektem organowym. Drugi chór muzyczny jest umieszczony nad wejściem głównym. Ołtarz główny w stylu barokowym pochodzi z 1 połowy XVIII wieku, natomiast dwa boczne reprezentują styl rokoko. Ambona powstała w stylu późnobarokowym. Chrzcielnica z rzeźbami powstała około 1650 roku. Płyta nagrobna rodziny Prądzyńskich nosi cechy stylu renesansowego. Kościół ma kryptę.
W oknach prezbiterium znajdują się witraże autorstwa Theo Landmanna z 1940 r.. Przedstawiają sceny z życia św. Anny i św. Joachima.